# São Cosme e São Damião (Gondomar)

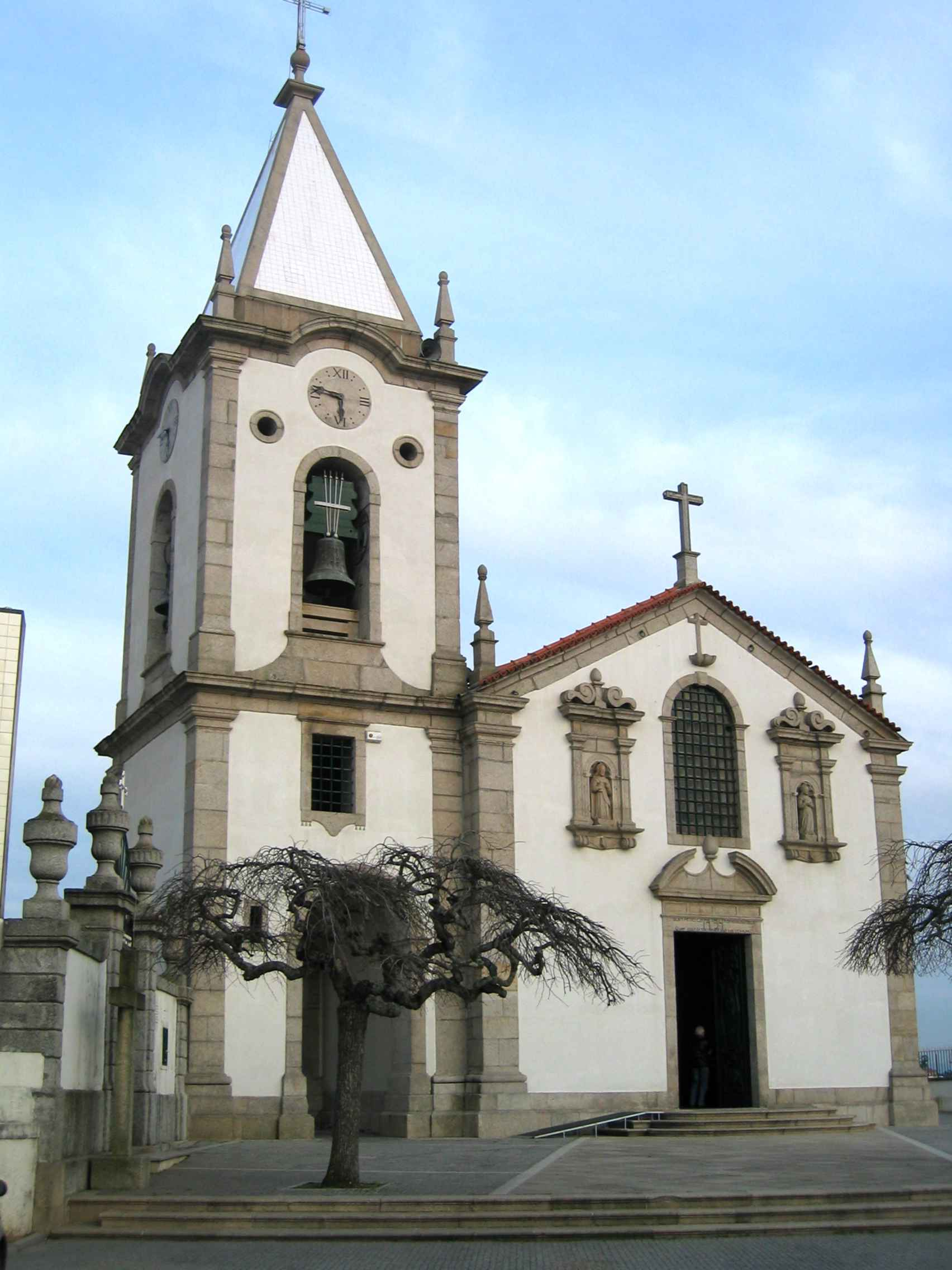
Kirche São Cosme e São Damião in Gondomar

São Cosme e São Damião (auch Matriz de Gondomar genannt) ist die römisch-katholische Pfarrkirche der nordportugiesischen Kreisstadt Gondomar.
Eine Inschrift über dem Hauptportal bezeichnet das Jahr 1727 als Baubeginn. Die im Stil des Barocks errichtete Kirche ist an der Nordseite ein Glockenturm beigestellt. An der Stirnseite befinden sich in Nischen Bildnisse der Kirchenpatrone Cosmas und Damian.
Zur Ausstattung zählen ein geschnitztes und vergoldetes Altarretabel am Hauptaltar und den Seitenaltären, die bemalte Kassettendecke und Heiligenstatuen, darunter ein Bildnis der Jungfrau mit Kind. 

## Bilder

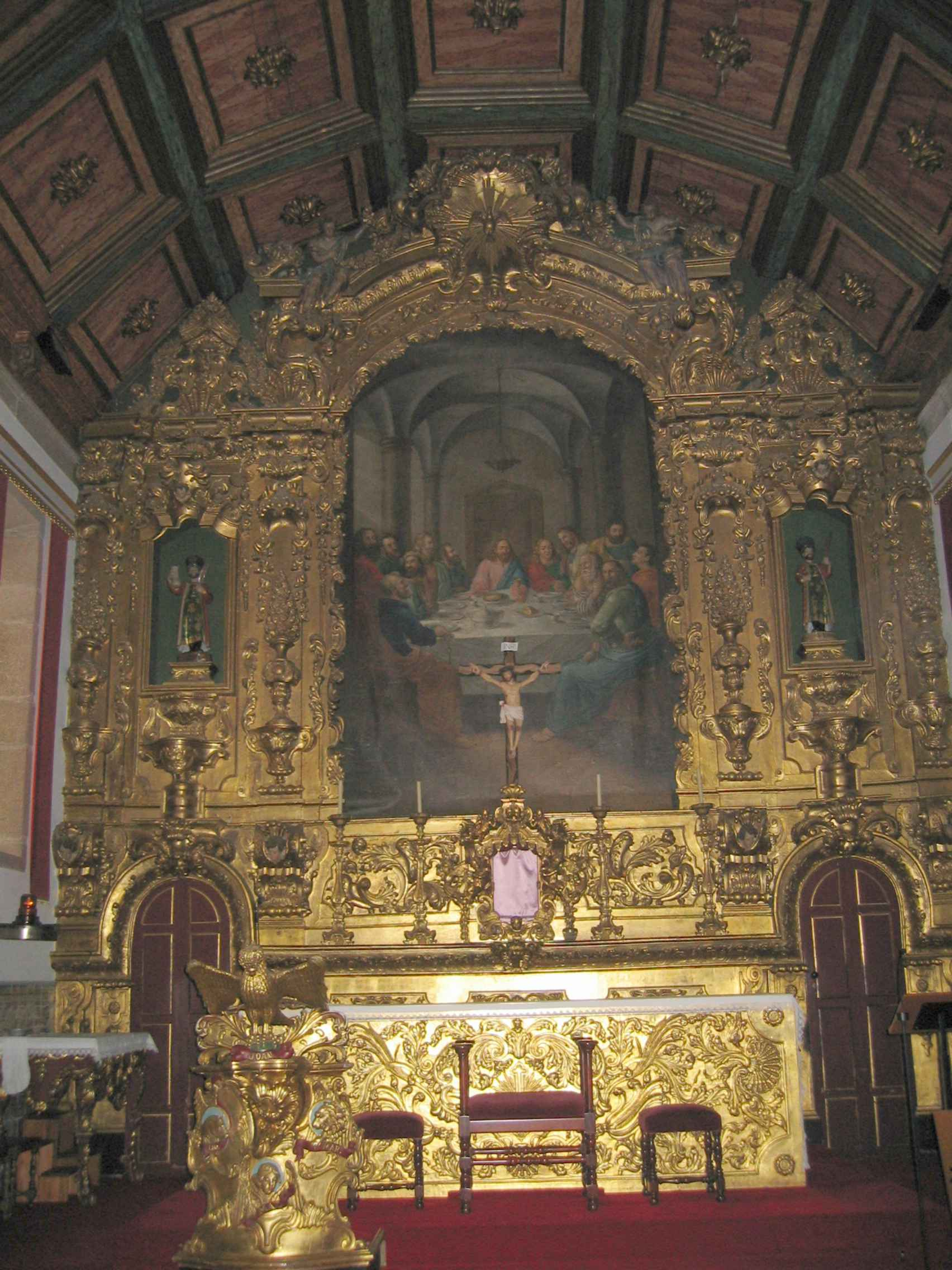
Hauptaltar
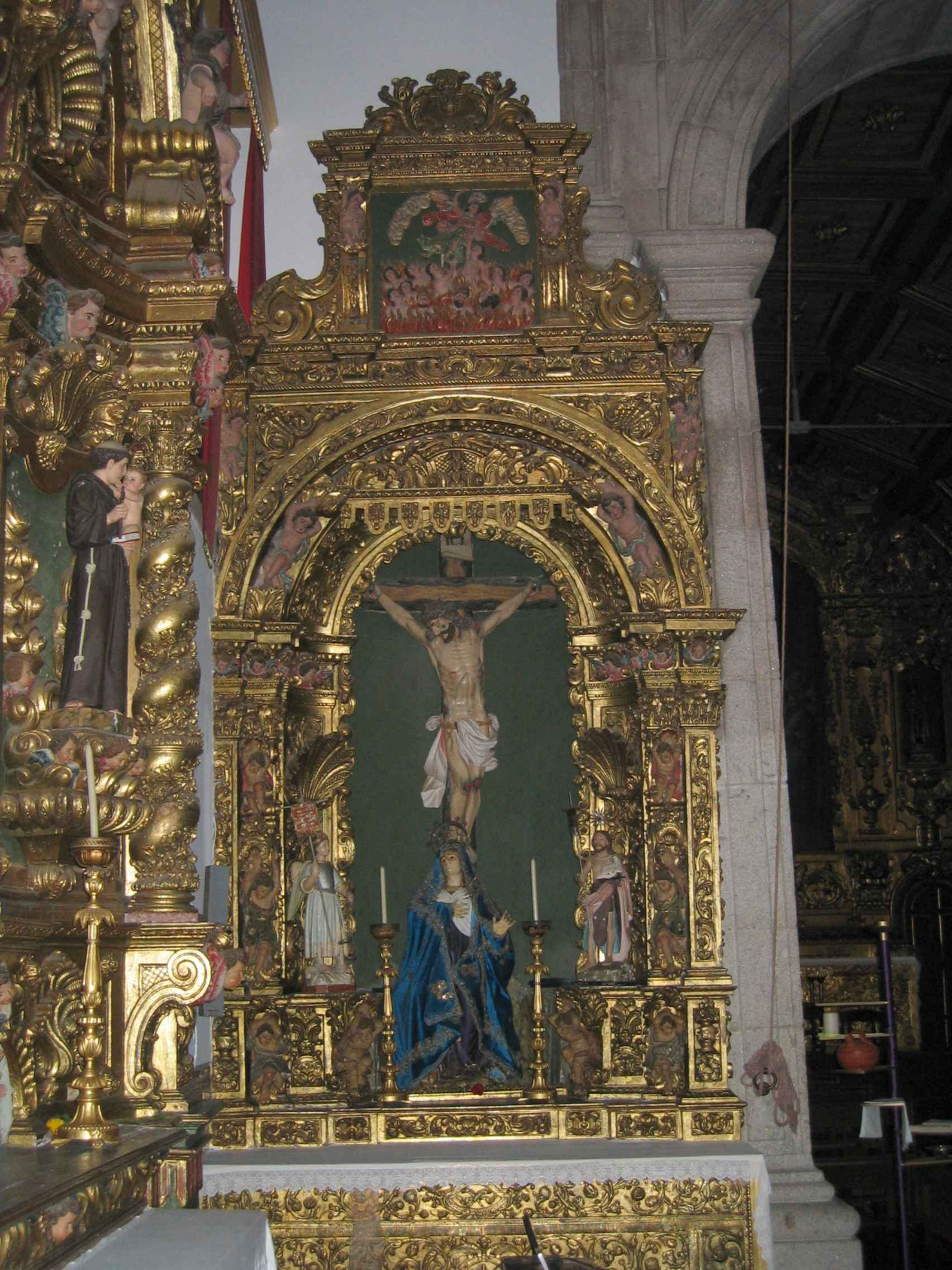
Seitenaltar
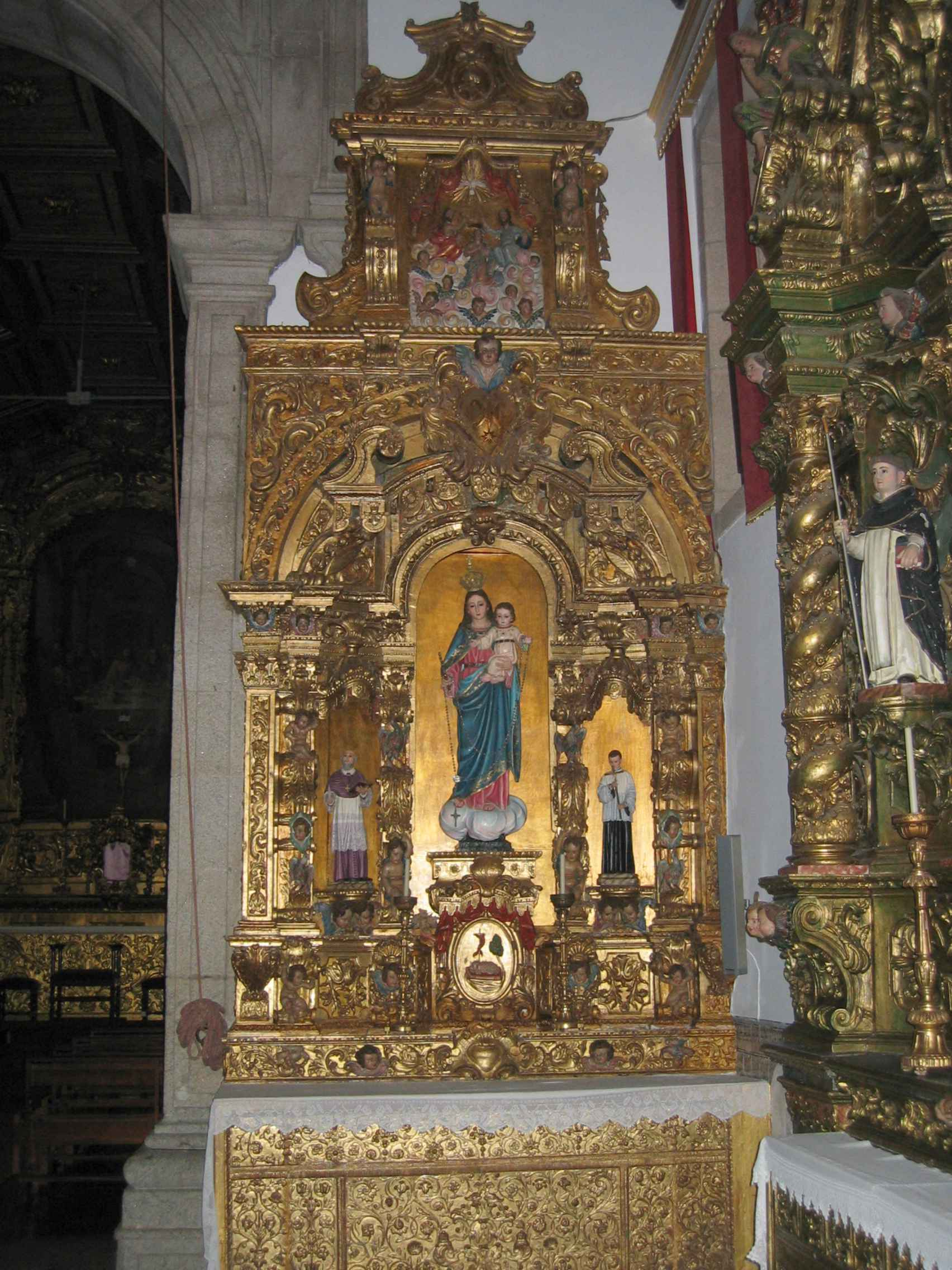
Jungfrau mit dem Kind